# فتال نیشابوری
فَتّال نیشابوری دانشمند ایرانی شیعه قرن ۵ و ۶ قمری و اهل نیشابور است. نام کامل وی محمد بن حسن بن علی بن احمد بن علی فتال نیشابوری فارسی بود. 

## زندگی‌نامه
فتال در ایران و عراق تحصیلات خود را طی نمود و پدرش حسن بن علی نیشابوری، عبدالجبار بن عبدالله و شیخ طوسی از اساتید وی اند. وی واعظی چیره دست بود و به علت بیان خوش او را فتال یعنی بلبل می گفتند.
فتال نیشابوری به جرم تشیع در سال ۵۰۸ق یا در بین سال‌های ۵۱۳ تا ۵۱۵ق به دست شهاب الاسلام وزیر سلطان سنجر کشته شد.
از شاگردان فتال می‌توان ابن شهرآشوب مازندرانی ، علی بن حسن نیشابوری و.. را یاد کرد

## تالیفات
مشهورترین اثر فتال کتاب روضة الواعظین است که بارها(در تبریز، نجف و قم) چاپ شده و دکتر محمود مهدوی دامغانی نیز آن را به فارسی ترجمه کرده‌است.